# 愛岐道路

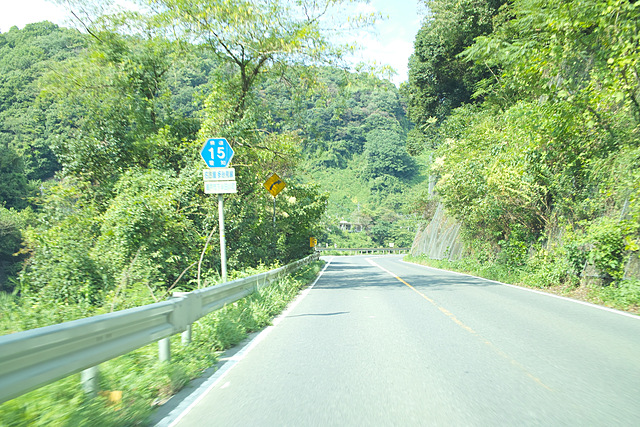
瀬戸市下半田川町付近（2010年（平成22年）9月）

愛岐道路（あいぎどうろ）は、愛知県瀬戸市鹿乗町から岐阜県多治見市平和町に至る総延長約11.8kmの道路である。愛知県道・岐阜県道15号名古屋多治見線の一部。

## 概要
かつては有料道路（自転車も通行可能）であったが、1987年（昭和62年）8月3日をもって無料開放されている。JR中央本線の定光寺駅からその道路を望むことができる。ちなみに、料金所は定光寺駅の川を挟んだ対岸にあった。途中に2箇所信号交差点がある。県境付近には古虎渓トンネルという150m程度の短いトンネルがある。愛岐処分場への道もこの道路から分岐している。
またこの道路は全線にわたって庄内川（土岐川）の左岸を通っているため、連続雨量が150mmを越えると通行止めになる。
全線片側1車線で最高速度は50km/h。道幅が狭く、河の反対側はがけになっているため、対向車とのすれ違いや落石に注意が必要。

## 歴史
もともと国道19号の内津峠は旧道の峠を利用していたが、急勾配急カーブが多く瀬戸市と多治見市間の物資輸送を妨げていた。これを平坦かつ最短距離で結ぶとともに、定光寺や古虎渓といった名勝地へのアクセスの利便性を高めるため、原道を改良することになった。
1952年（昭和27年）に成立した道路整備特別措置法に基づき、愛知県では衣浦大橋、濃尾大橋と並ぶ最初の一般有料道路として建設された。総事業費は4億2,700万円。完成は前者の2事業より遅れ、1957年7月20日に竣工。8月3日に有料道路として営業を開始した。岐阜県としては最初の有料道路になった。初年度の利用車両数は35万台以上。
しかし、高度経済成長で自動車輸送が普及すると、国道19号の通行量は1953年から1962年にかけて8倍に急増し、その渋滞緩和のため1970年に内津トンネルが開通。愛岐道路を利用する車両は減少した。

## 年表
- 1952年（昭和27年）10月11日：建設大臣認可[1]。
- 1956年（昭和31年）
  - 7月1日：日本道路公団の管理になる[1]。
  - 7月20日：竣工[1]。
- 1957年（昭和32年）
  - 8月3日：料金徴収開始[1]。
  - 8月7日：集中豪雨により79箇所で斜面崩壊が発生[4]。
- 1970年（昭和45年）12月：国道19号内津峠に内津トンネルが開通。
- 1987年（昭和62年）8月3日：料金徴収期間が満了したため無料開放。愛知県および岐阜県の管理になる[5]。